# ويليام دوفي كيلر
ويليام دوفي كيلر (بالإنجليزية: William Duffy Keller)‏ هو محامي وقاضي أمريكي، ولد في 29 أكتوبر 1934 في لوس أنجلوس في الولايات المتحدة.